# 山迪·柯法斯
桑福德·柯法斯（英語：Sanford Koufax，1935年12月30日—），暱稱山迪·柯法斯（Sandy Koufax），本名桑福德·布勞恩（Sanford Braun），生於美國紐約市布魯克林，前職業棒球選手，守備位置為投手，左投右打。1955年至1966年間，隸屬美國職棒大聯盟布魯克林/洛杉磯道奇隊。
柯法斯12年的職業生涯可以依表現粗略分成前六年跟後六年兩個時期：在1955年到1960年之間，他的防禦率4.10且敗多於勝、WHIP是1.43、三振保送比1.7不過是比聯盟平均好一點點，各方面來看他都是個比聯盟平均水準還更差一點的投手，三次被帶進世界大賽名單卻有兩次連出場機會都沒有；但1961年到1966年之間他的成績是129勝47敗，防禦率是幾乎砍半的2.19、WHIP低到只有0.97、三振保送比4.2是當時聯盟平均的兩倍，還有五次防禦率王跟四次三振王。尤其最後四年是他表現最傑出的時期，曾三度獲得賽揚獎（1963年、1965年與1966年，1964年則是第三名）與一次國家聯盟最有價值球員（1963年），在三次獲得賽揚獎的球季，他都是國家聯盟的投手三冠王。
柯法斯在季後賽的表現更是令人印象深刻，他生涯季後賽出賽八場，帳面上4勝3敗看似普通，但這57局的投球中他的防禦率是0.95、WHIP則是0.82，兩項數據都是大聯盟史上所有在世界大賽投滿50局的投手中最低的，而他在世界大賽的每局三振數在這群人當中也僅次於紅雀隊的名將吉布森。他是第一個兩次獲得世界大賽MVP和貝比魯斯獎的選手。
柯法斯被認為是棒球史上最具主宰力的左投手之一。他是美國大聯盟首位投出過四次無安打比賽的投手（1962~1965每年各有一場），其中包括了在大聯盟史上第八次的完全比賽，他在這場完全比賽投出了14次三振，至今仍是大聯盟史上三振數最高的完全比賽。雖然相較於其他選手，他的職棒生涯時間並不長，但若以他退休的時間點來看，柯法斯生涯的2,396次三振排名大聯盟歷史第七，左投手中則是排名第二（第一名為華倫·史潘，2,583次），而且他當時是大聯盟史上每局三振數最高的投手。目前在美國國家棒球名人堂的投手中，只有柯法斯、諾蘭·萊恩、藍迪·強森與佩卓·馬丁尼茲四位先發投手和後援投手霍夫曼這五人，生涯投出三振次數比投球局數高。

## 生平
山迪·柯法斯出生在紐約布魯克林區，一個猶太人家庭中，在市鎮公園（Borough Park）附近長大。3歲時，父母離婚，母親繼續撫養他。9歲時，其母親與爾文·柯法斯（Irving Koufax）再婚，山迪也隨母親改姓柯法斯，一家人移居長島。
中學時代展現出棒球的天份。
進入布魯克林道奇隊，1955年，首次在大聯盟出賽。當年度秋天，登記進入哥倫比亞大學。

## 特殊成就
柯法斯不到20歲就登上大聯盟，經歷12個賽季，已經贏得大聯盟所有投手可能獲得的榮譽後，柯法斯因手肘傷勢選擇退休。1972年第一次票選時高票入選美國國家棒球名人堂，成為史上入選人中，年紀最輕的（36歲又20天）。由於入選名人堂的條件是十年以上大聯盟經歷，並要在退休五年後才獲得票選資格。也就是說，一個人必須要在21歲之前登上大聯盟、然後在10年內創下足以在第一次票選就能進入名人堂的豐功偉業，最後還要在不到31歲（這對大部分球員來說是正處於巔峰的年紀）就選擇退休才能挑戰這項紀錄。
1978年，僅效力大聯盟九年，年僅31歲又2天便因病去世的艾迪·喬斯獲得特例進入名人堂，成為史上最年輕的名人堂球員，不過柯法斯至今仍然是史上正規票選進入名人堂的球員中最年輕的。

## 成績
| 年度 | 球隊 | 勝  | 負 | 防御率 | 出賽數 | 先發 | 完投 | 完封 | 救援成功 | 投球局數 | 四壞球 | 三振 |
| ---- | ---- | --- | -- | ------ | ------ | ---- | ---- | ---- | -------- | -------- | ------ | ---- |
| 1955 | BRO  | 2   | 2  | 3.02   | 12     | 5    | 2    | 2    | 0        | 41.2     | 28     | 30   |
| 1956 | BRO  | 2   | 4  | 4.91   | 16     | 10   | 0    | 0    | 0        | 58.2     | 29     | 30   |
| 1957 | BRO  | 5   | 4  | 3.88   | 34     | 13   | 2    | 0    | 0        | 104.1    | 51     | 122  |
| 1958 | BRO  | 11  | 11 | 4.48   | 40     | 26   | 5    | 0    | 1        | 158.2    | 105    | 131  |
| 1959 | LAD  | 8   | 6  | 4.05   | 35     | 23   | 6    | 1    | 2        | 153.1    | 92     | 173  |
| 1960 | LAD  | 8   | 13 | 3.91   | 37     | 26   | 7    | 2    | 1        | 175.0    | 100    | 197  |
| 1961 | LAD  | 18  | 13 | 3.52   | 42     | 35   | 15   | 2    | 1        | 255.2    | 96     | 269  |
| 1962 | LAD  | 14  | 7  | 2.54   | 28     | 26   | 11   | 2    | 1        | 184.1    | 57     | 216  |
| 1963 | LAD  | 25  | 5  | 1.88   | 40     | 40   | 20   | 11   | 0        | 311.0    | 58     | 306  |
| 1964 | LAD  | 19  | 5  | 1.74   | 29     | 28   | 15   | 7    | 1        | 223.0    | 53     | 223  |
| 1965 | LAD  | 26  | 8  | 2.04   | 43     | 41   | 27   | 8    | 2        | 335.2    | 71     | 382  |
| 1966 | LAD  | 27  | 9  | 1.73   | 41     | 41   | 27   | 5    | 0        | 323.0    | 77     | 317  |
| 通算 | 12年 | 165 | 87 | 2.76   | 397    | 314  | 137  | 40   | 9        | 2324.1   | 817    | 2396 |

## 外部連結
- 球員資訊和成績在MLB ，ESPN ，Retrosheet ，Baseball Reference ，Baseball Reference (Minors) ，Fangraphs ，The Baseball Cube （英文）
- sportingnews.com （页面存档备份，存于） The Sporting News Baseball's 100 Greatest Players (#26)

| 前任： 吉姆·邦寧 | 完全比賽 1965年9月9日 | 繼任： 凱特費許·杭特 |